# Craspedosis nigerrima
Craspedosis nigerrima är en fjärilsart som beskrevs av W. Warren 1903. Craspedosis nigerrima ingår i släktet Craspedosis och familjen mätare. Inga underarter finns listade i Catalogue of Life.